# Jaguari
Jaguari is een gemeente in de Braziliaanse deelstaat Rio Grande do Sul. De gemeente telt 11.762 inwoners (schatting 2009).